# Mariblemma pandani
Mariblemma pandani là một loài nhện trong họ Tetrablemmidae. Chúng thuộc chi đơn loài Mariblemma, được Brignoli miêu tả năm 1978.